# Darryl Hill
Darryl Hill est un joueur  de snooker né le 30 avril 1996. Il joue sous les couleurs de l'Île de Man.

## Carrière
En 2014, Hill participe au championnat d'Europe amateur des moins 21 ans. Classé tête de série numéro 1, il perd au troisième tour contre Ashley Carty. L'année suivante, Hill remporte ce même tournoi à Malte 6-3 contre Louis Heathcote ce qui lui permet d'accéder au rang de joueur professionnel pour les saisons 2015-2016 et 2016-2017.
Sa carrière professionnelle prend fin en 2017. Son meilleur résultat dans un tournoi comptant pour le classement mondial est un troisième tour au Snooker Shoot-Out 2017. Par ailleurs, Hill a atteint à deux reprises les deuxièmes tours : à l'Open de Chine 2016 où il bat le Thaïlandais James Wattana et à l'open du pays de Galles 2017. En tant qu'amateur, il s'était également qualifié pour le premier tour de l'Open d'Australie. 

## Palmarès
| Légende | Catégorie                      | Titres                         | Finales                        |
|         | Tournois classés               | 0                              | 0                              |
|         | Tournois non classés           | 0                              | 0                              |
|         | Tournois amateurs              | 4                              | 2                              |
| Gras    | Tournois de la triple couronne | Tournois de la triple couronne | Tournois de la triple couronne |

### Titres
| Saison | Nom du tournoi                           | Lieu       | Finaliste       | Score | Tableau |
| 2010   | Championnat de l'île de Man amateur      | île de Man | Tom Miller      | 5-4   |         |
| 2015   | Championnat d'Europe amateur des -21 ans | Qawra      | Louis Heathcote | 6-3   |         |
| 2018   | Championnat de l'île de Man amateur (2)  | île de Man | John Kennish    | 5-3   |         |
| 2020   | Championnat de l'île de Man amateur (3)  | île de Man | John Kennish    | 5-3   |         |

### Finales perdues
| Saison | Nom du tournoi                          | Lieu       | Vainqueur    | Score | Tableau |
| 2019   | Championnat de l'île de Man amateur     | île de Man | John Kennish | 4-5   |         |
| 2022   | Championnat de l'île de Man amateur (2) | île de Man | John Kennish | 0-6   |         |